# (3905) Doppler
(3905) Doppler ist ein Hauptgürtelasteroid, der am 28. August 1984 von Antonín Mrkos am Kleť-Observatorium (IAU-Code 046) in der Nähe der Stadt Český Krumlov entdeckt wurde. Am 20. Oktober 2013 wurde ein natürlicher Satellit entdeckt, dem die Bezeichnung S/2009 (3868) 1 zugeordnet wurde und der einen Durchmesser von ca. 4,8 km hat.
Der Asteroid wurde am 28. August 1996 nach dem österreichischen Physiker Christian Doppler (1803–1853) benannt, der den nach ihm benannten Doppler-Effekt entdeckte.